# Prezident Litvy
Prezident Litevské republiky (litevsky: Lietuvos Respublikos Prezidentas) je hlavou státu Litvy. Má poněkud větší výkonnou moc než jeho protějšky v sousedním Estonsku a Lotyšsku. Jeho postavení je podobné jako postavení prezidenta Francie nebo Rumunska, takže lze hovořit o tom, že litevský politický systém je poloprezidentský. Největší autoritu má prezident v zahraničních záležitostech. Kromě obvyklých diplomatických pravomocí hlav států, jmenovitě přijímání pověřovacích listin zahraničních velvyslanců a podepisování mezinárodních smluv, určuje prezident základní směry zahraniční politiky Litvy.
Prezident je také vrchním velitelem litevských ozbrojených sil a proto stojí v čele Rady obrany státu a má právo jmenovat náčelníka generálního štábu (byť musí mít souhlas Seimasu). Prezident má také významnou roli ve vnitřní politice, má právo předkládat Seimasu návrhy zákonů a vetovat zákony jím přijaté, jmenovat předsedu vlády a schvalovat jím sestavenou vládu a také má právo rozpustit Seimas a vyhlásit předčasné volby po úspěšném vyslovení nedůvěry, nebo pokud Seimas odmítne schválit vládní rozpočet do šedesáti dnů. Nicméně, nově zvolený Seimas může žádat dřívější prezidentské volby, čímž je chuť prezidenta rozpouštět parlament brzděna. Konečně prezident je odpovědný za jmenování jedné třetiny soudců Ústavního soudu a celého Nejvyššího soudu – kandidáty musí ovšem schválit Seimas. Prezident má také právo přímo jmenovat všechny ostatní soudce.
Podle litevské ústavy přijaté v roce 1992 je prezident volen přímou volbou občanů na pětileté funkční období v dvoukolovém systému. Pro zvolení již v prvním kole hlasování potřebuje buď nadpoloviční většinu hlasujících, nebo zisk hlasů aspoň třetiny registrovaných voličů. Pokud nejsou splněny tyto podmínky, koná se za dva týdny druhé kolo hlasování, ve kterém se utkají dva soupeři s největším počtem hlasů z kola prvního. V něm stačí ke zvolení prostá většina. Při nástupu do funkce musí prezident pozastavit členství v politické straně. Pokud prezident zemře nebo se stane nezpůsobilým, ujímá se úřadu předseda Seimasu, dokud nebude moci být po nových volbách uveden do úřadu nový prezident. Prezident může být bezprostředně po uplynutí pětiletého mandátu maximálně jednou znovu zvolen.
Prezident sídlí v Prezidentském paláci (Prezidentūra) ve Vilniusu.